# Hyżne (gmina)
Hyżne – gmina wiejska w województwie podkarpackim, w powiecie rzeszowskim. W latach 1975–1998 gmina położona była w województwie rzeszowskim.
Siedziba gminy to Hyżne.
Według danych z 30 czerwca 2004 gminę zamieszkiwały 6792 osoby. Natomiast według danych z 31 grudnia 2019 roku gminę zamieszkiwały 7062 osoby.

## Struktura powierzchni
Według danych z roku 2002 gmina Hyżne ma obszar 50,98 km², w tym:
- użytki rolne: 69%
- użytki leśne: 23%

Gmina stanowi 4,18% powierzchni powiatu.

## Demografia

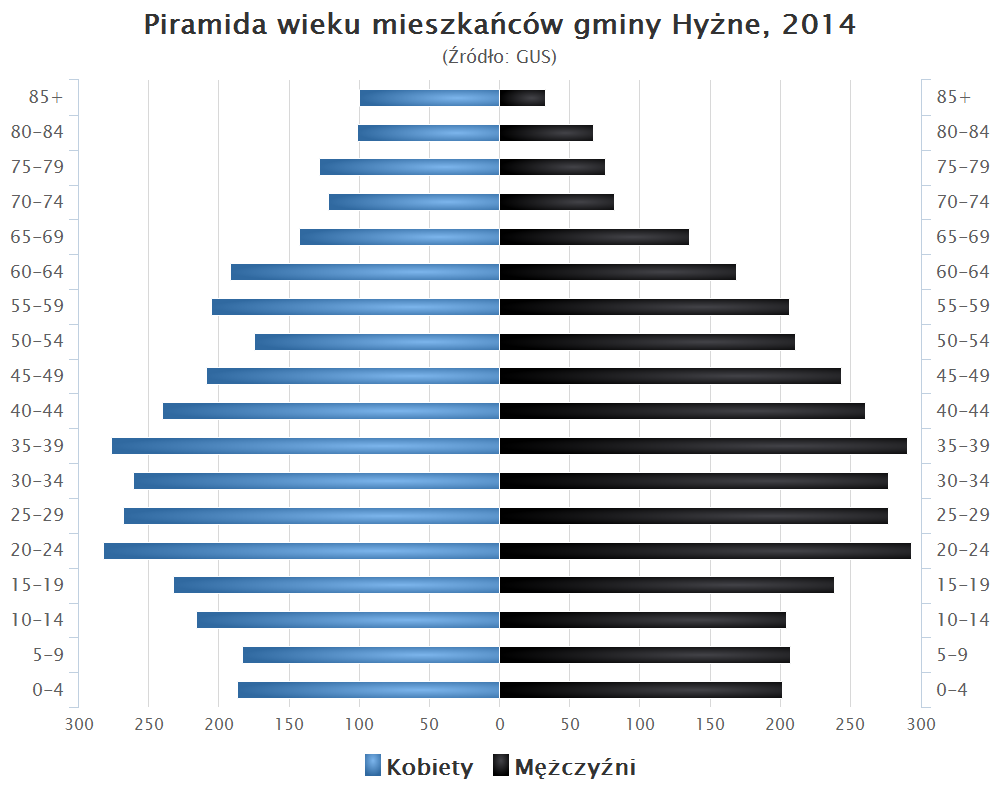
Piramida wieku mieszkańców gminy Hyżne w 2014 roku

Dane z 30 czerwca 2004:
| Opis                              | Ogółem | Ogółem | Kobiety | Kobiety | Mężczyźni | Mężczyźni |
| --------------------------------- | ------ | ------ | ------- | ------- | --------- | --------- |
| jednostka                         | osób   | %      | osób    | %       | osób      | %         |
| populacja                         | 6792   | 100    | 3441    | 50,7    | 3351      | 49,3      |
| gęstość zaludnienia (mieszk./km²) | 133,2  | 133,2  | 67,5    | 67,5    | 65,7      | 65,7      |

## Miejscowości
Brzezówka, Dylągówka, Grzegorzówka, Hyżne, Nieborów, Szklary, Wólka Hyżneńska

## Sąsiednie gminy
Błażowa, Chmielnik, Dynów, Jawornik Polski, Markowa, Tyczyn